# 얄푸흐호
얄푸흐(우크라이나어: Озеро Ялпуг)는 우크라이나 남부 주인 오데사주에 위치한 담수 호수이다. 우크라이나에서 가장 큰 자연 호수이다.
얄푸흐는 따뜻한 여름과 추운 겨울이 있는 온대 기후대에 위치한다. 호수의 수위는 계절에 따라 변동한다: 겨울과 가을에는 최저, 봄과 여름에는 최고이다.
쿠후를루이 호수, 강, 해협을 통해 호수는 다뉴브강과 연결되어 있다.
얄푸흐 호수에는 최대 40종의 물고기가 서식하며, 이들 중 다수는 상업적으로 중요하다.
이 호수는 주거지 급수, 양어, 레크리에이션, 그리고 여름철에는 관개 목적으로 사용된다. 얄푸흐의 해안에 있는 가장 큰 도시는 볼흐라드이다.

## 이름
호수의 이름은 아마도 쿠만인이 명명했을 강에서 유래했다. 쿠만어로 형용사 jalpy는 "넓고, 널리 퍼진", "앞으로, 얕은"을 의미했다.

## 지리
이 호수는 흑해 저지대에, 다뉴브강의 좌안에 위치한다. 얄푸흐 북쪽 해안은 볼흐라드 라이온에 있다. 남서쪽과 남동쪽으로는 이즈마일 라이온과 접한다. 얄푸흐 해안의 가장 큰 도시는 북쪽 끝에 있는 볼흐라드이다. 더 큰 마을로는 북쪽의 비노흐라디우카, 서쪽의 코틀로비나, 남동쪽 해안의 오제르네가 있다.
면적은 149 km²이고, 평균 수심은 약 2미터, 최대 수심은 5.5미터이며, 가장 남쪽 지점에서 쿠후를루이 호수와 접한다. 얄푸흐강과 카라술라크강 두 강이 호수로 흘러든다.
얄푸흐 호수는 기원상 강 호수 그룹에 속한다. 호수의 해안은 장기간의 역사적 및 지질학적 발달과 세계 해수면 상승의 결과로 형성되었으며, 이는 다뉴브강의 수위 상승 조건을 조성했다. 호수 분지는 다뉴브강의 좌안 지류인 얄푸흐강의 범람원과 일부 강변이 침수되면서 형성되었다.
호수 분지는 길쭉한 형태를 띠고 있다. 동쪽과 서쪽 해안은 융기되어 있고, 지형이 굴곡져 있으며, 남쪽 해안은 모래로 이루어져 있다. 해안의 가장 북쪽 부분, 얄푸흐강 어귀는 습지이며 갈대로 무성하다. 호수 해안은 침식 기반의 변화로 인해 침식 과정에 취약하다. 호수 해안의 상태는 또한 인위적 영향, 즉 댐 건설, 채석장 개발, 테라스 건설, 경사면 조림 등으로 인해 변화하고 있다.

### 기후
얄푸흐는 따뜻한 여름과 추운 겨울이 있는 온대 기후대에 위치한다. 강수량은 연간 약 400mm이며 주로 여름에 내린다. 여름철 수온은 +24...+25°C이며, 겨울에는 호수가 얼지만 얼음 상태는 불안정하다.
얄푸흐 호수는 겨울철에 여러 번 얼고 녹는다. 호수의 수위는 계절에 따라 변동하는데, 겨울과 가을에는 최저이고 봄과 여름에는 최고이다. 호수는 봄 홍수 시 다뉴브강의 물로 크게 보충된다. 호수의 수위 변동 폭은 최대 360cm이다.
쿠후를루이 호수, 강, 해협을 통해 호수는 다뉴브강과 연결되어 있다. 심한 홍수 시에는 다뉴브강의 물이 이 해협을 통해 쿠후를루이와 얄푸흐로 흘러 들어간다. 얄푸흐강은 해발 2.0m 높이에서 호수로 흘러 들어간다.

### 동식물상
호수 주변은 갈대와 부들로 무성하며, 호수 내부에는 조류와 기타 수생 식물이 널리 퍼져 있다. 저수지 북부에는 갈대가 우세하며, 남부에는 사초, 호수 쉔오플렉투스 등이 자란다. 수생 식물은 호수 전체 면적의 24%를 차지한다. 호수는 수중 식물이 적은 편이다.
얄푸흐는 자연 상태에서 어류상이 풍부한 저수지로, 최대 40종의 물고기가 서식하며, 그 중 잉어, 황어, 페르카속, 그리고 파이크가 상업적으로 가장 중요하다. 이 호수에는 잔더, 브림, 파이크 퍼치, 그리고 다른 물고기들의 귀중한 산란장이 있으며, 많은 가재가 있다.

## 인간의 이용
남쪽의 얄푸흐 호수의 연장선은 쿠후를루이 호수이다. 이 두 호수 사이에는 20세기 70년대에 강변 지역을 홍수로부터 보호하고 호수의 수위(농업 목적)를 조절하기 위해 댐이 건설되었다. 이 댐을 따라 이즈마일-레니 도로가 건설되었다. 댐 건설 후 얄푸흐 호수와 쿠후를루이 호수 간의 물 교환은 거의 3분의 1로 감소했다.
호수 주변 지역은 포도원, 과수원 및 농경지로 덮여 있다. 오데사 지역 볼그라드 및 이즈마일 지구의 농업 기업들은 호수 물을 자신들의 필요에 맞게 사용한다. 여름철에는 관개된 밭으로 인해 호수 수위가 감소한다. 2021-2022년에는 가뭄과 높은 기온으로 인해 호수 수위가 1.4미터로 매우 낮았다.
오데사 지역의 볼그라드 지구는 얄푸흐 호수의 물을 생활 및 산업용으로 사용한다. 이 호수는 양어, 레크리에이션에 사용되며, 여름철에는 관개 목적으로 물을 끌어간다.

## 생태
2024년 호수 물에서 검출된 물질의 함량은 설정된 환경 품질 기준을 초과하지 않았지만, 살충제 및 다환 방향족 탄화수소의 함량만이 평균 연간 허용 농도를 초과했다.

## 보존
볼흐라드 시의 얄푸흐 호수 기슭에는 지역적으로 중요한 공원 기념물이 있다.
비노흐라디우카 지역 중요 경관 보호구는 오데사 지역의 볼흐라드 지구, 비노흐라디우카와 블라디체니 마을 근처에 위치하며, 우크라이나 적색 목록에 있는 식물들이 자라는 스텝 지역을 보호한다.
2020년 여름, 오데사 지역 행정부는 쿠후를루이와 얄푸흐 호수에 경관 국립공원 조성 프로젝트를 발표했다.

## 갤러리

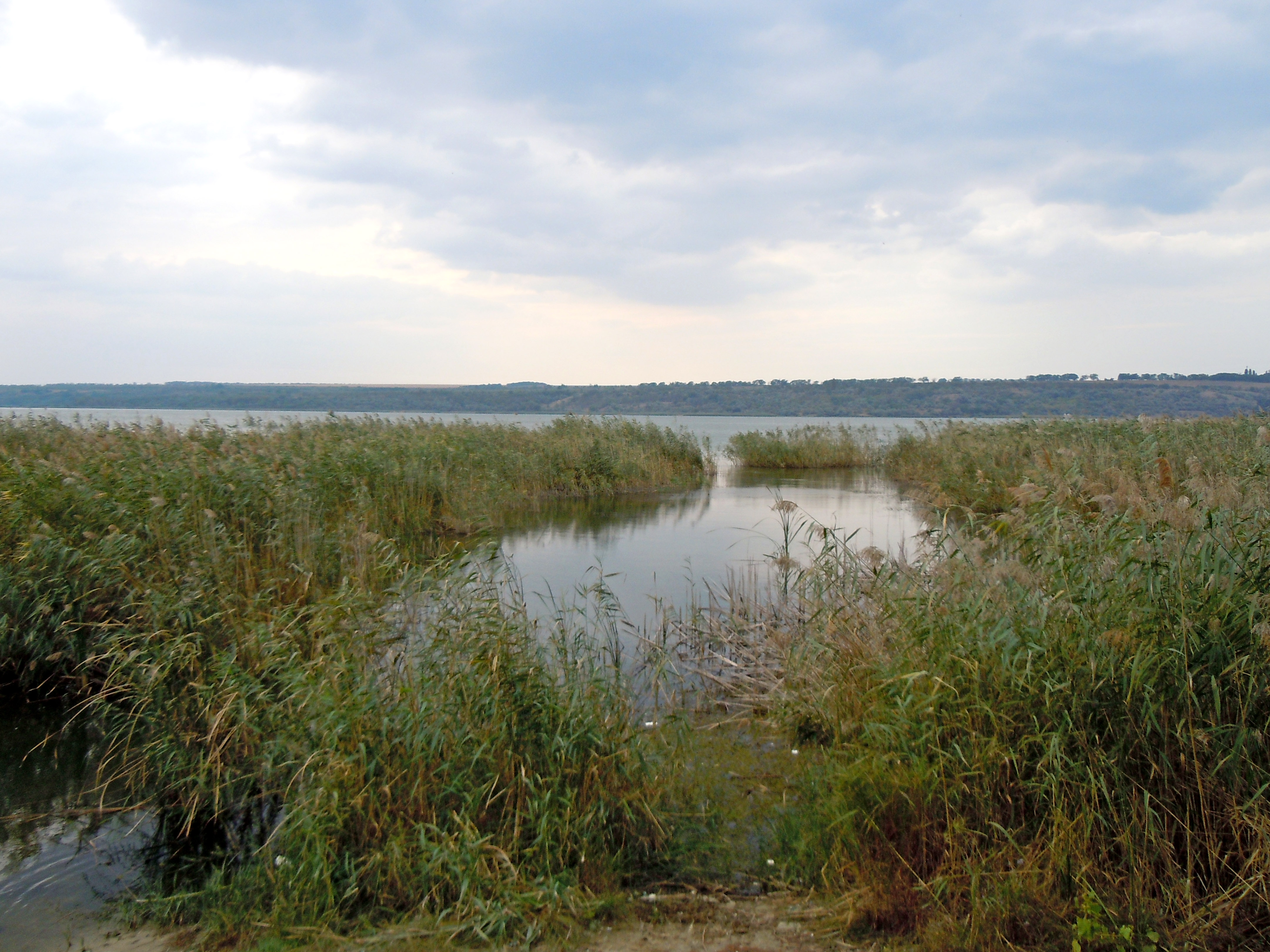
볼흐라드, 시립 공원, 얄푸흐 호수 옆
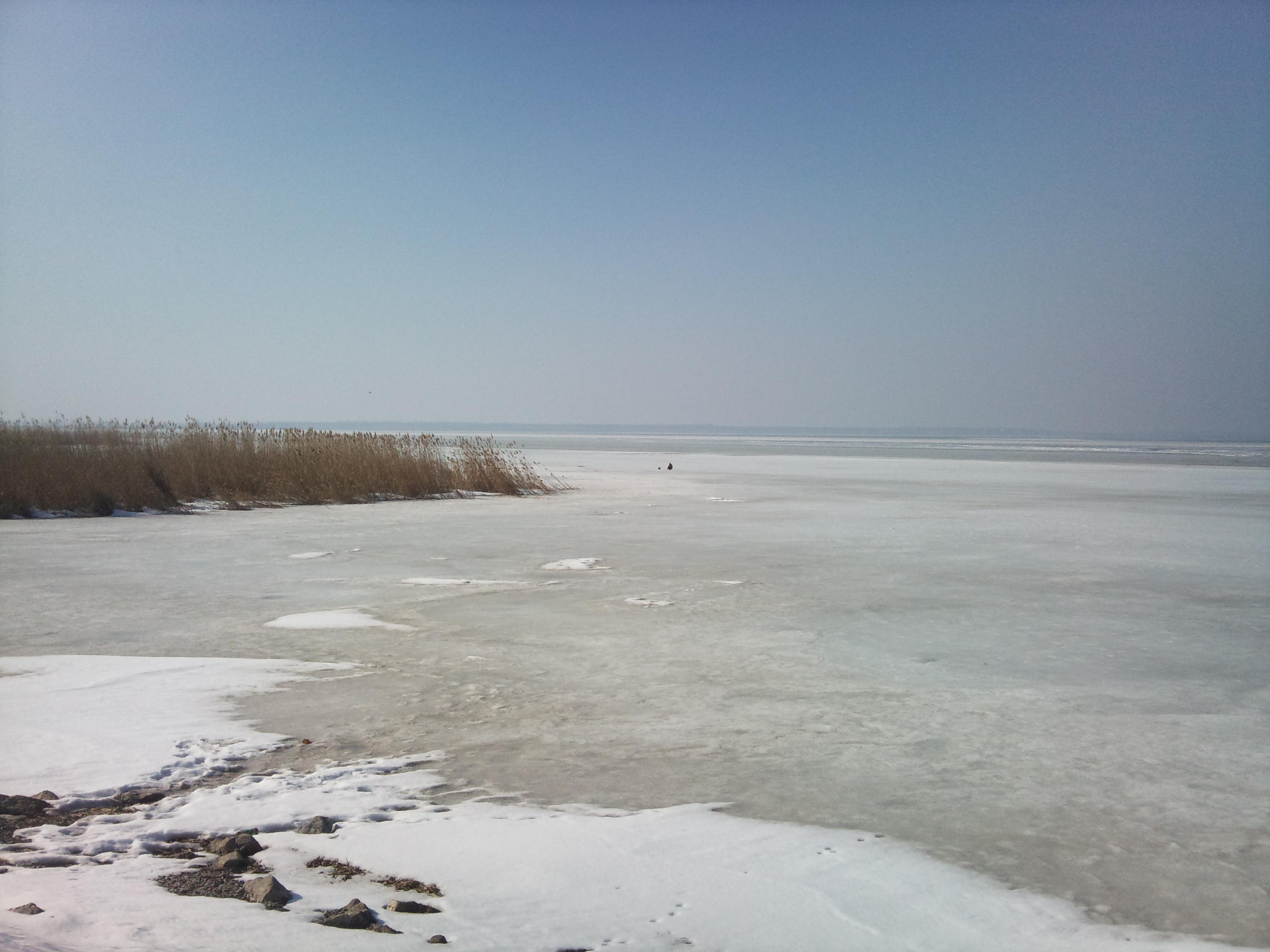
겨울의 얄푸흐
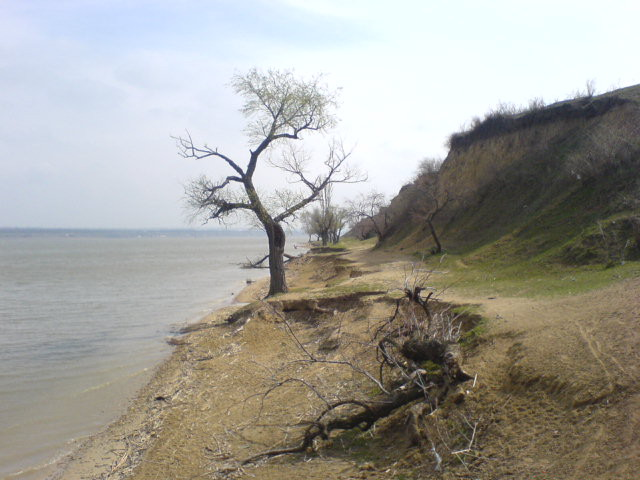
얄푸흐 호숫가
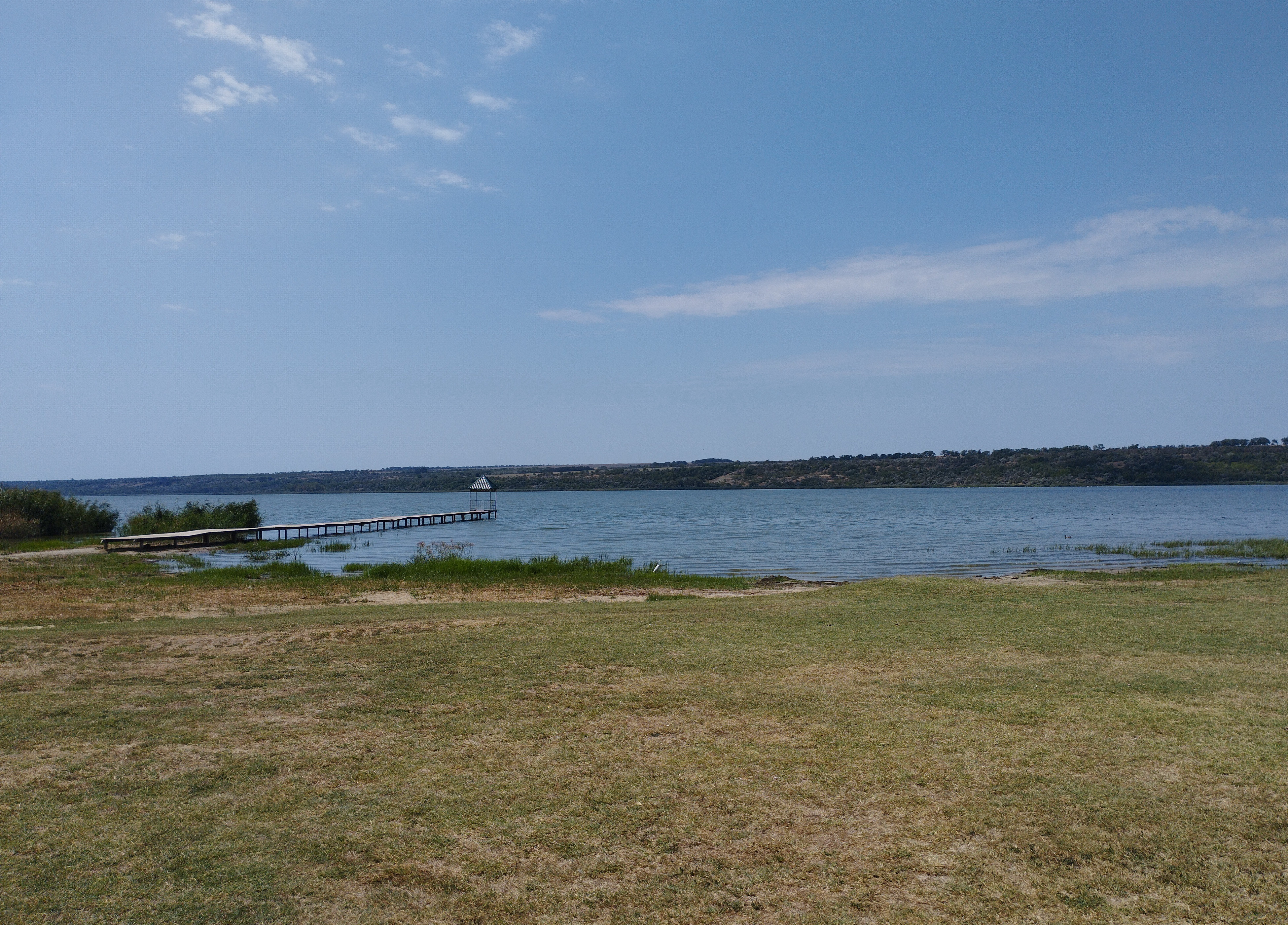
얄푸흐 호수